# فاسكو نونييث دي بالبوا
فاسكو نونييث دي بالبوا (بالإسبانية: Vasco Núñez de Balboa، ولد في 1475، خيريث دي لوس كاباييروس، بطليوس، إسبانيا - توفي في 15 يناير 1519، أكلا، بنما) هو مكتشف وحاكم وكونكيستدور إسباني. معروف بكونه أول أوروبي اكتشف المحيط الهادي وأسس مدينة دائمة على الأراضي الأمريكية.
اشتهر فاسكو نونييث دي بالبوا بأنه كان ربما أول أسباني - أوروبي - يرى من بعيد البر الرئيسي في أمريكا . وقد هاجر إلى هيسبانيولا ، أول مستعمرة أسبانية في جزر الهند الغربية سنة 1500 م، وقد أوفد سنة 1510 م إلى داريان في أمريكا الجنوبية ، وعيِّن في منصب الحاكم، وفي 25 من شهر ايلول سنة 1513 م لمح المحيط لهادىء من موقع ما على الساحل الغربي لداريان وأعلن رسمياً أنه ملك لإسبانيا . ولم يكن يعلم أنه محيط كبير، وأكبر من كل محيطات العالم مجموعة معاً . وكانت نهايته محزنة، ذلك بأنه قُبض عليه بتهمة الخيانة ، وأُعدم .

## نشأته
هو سليل سادة قصر بالبوا قرب فيافرانكا ديل بييرثو بليون وابن الإيدالغو نونيو آرياس دي بالبوا لا يوجد أي معلومات عن طفولته ولا عن أمه. اشتغل في صباه كوصيف وحامل ترس في خدمة دون بيدرو دي بورتوكاريرو، سيد موغير. في سنة 1500 م وعلى أثر ما ذاع عن رحلات كريستوفر كولومبوس، شجعه سيده على الإقدام على أول رحلاته للعالم الجديد مع حملة رودريغو دي باستيداس، فعبر سواحل الكاريبي عبر شرق بنما سنة 1501 م حيث مرّ بخليج أورابا حتى كابو دي لا فيلا، كولومبيا حالياً. استطاع نونييث دي بالبوا بفضل ما ربحه من تلك الحملة من العودة إلى جزيرة هيسبانيولا سنة 1502 م حيث اقتنى ضيعة وأقام عدة سنوات مشتغلا بالزراعة، غير أن الحظ لم يسعفه وتراكمت عليه الديون الشيء الذي اضطره للرحيل.